# Slowenische Bibliothek
Die Slowenische Bibliothek ist eine Buchreihe, die slowenische Prosa des 19. und 20. Jahrhunderts umfasst und dabei in Erstübersetzung vor allem Autoren zugänglich macht, die noch nicht ins Deutsche übersetzt worden waren. Es handelt sich hierbei um ein Gemeinschaftsprojekt der Klagenfurter Verlage Drava, Mohorjeva/Hermagoras und Wieser.
Erwin Köstler, Herausgeber der Reihe, initiierte das Projekt. Jeder Band ist mit einem Nachwort und mit Anmerkungen versehen. Die ersten fünf Bände wurden durch Förderungen der Slowenischen Buchagentur (Javna agencija za knjigo) und der Slowenischen Akademie der Wissenschaften und Künste ermöglicht und erschienen im Frühjahr 2013. Aus finanziellen und anderen Gründen war es nicht möglich, die ursprünglich auf 30 Bände konzipierte Reihe weiterzuführen.

## Bisher erschienene Bände
- Zofka Kveder: Ihr Leben. Roman. Aus dem Slowenischen von Daniela Kocmut. Mit einem Nachwort von Katja Mihurko-Poniž. Drava, Mohorjeva/Hermagoras, Wieser; Klagenfurt/Celovec u. a. 2013.
- Ivan Pregelj: Plebanus Joannes. Thabiti kumi. Roman. Novelle. Aus dem Slowenischen von Johann Strutz. Mit einem Nachwort von Matjaž Kmecl. Drava, Mohorjeva/Hermagoras, Wieser; Klagenfurt/Celovec u. a. 2013.
- Vladimir Bartol: Zwischen Idylle und Grauen. Novellen 1935–1940. Aus dem Slowenischen von Erwin Köstler. Mit einem Nachwort von Jelka Kernev Štrajn. Drava, Mohorjeva/Hermagoras, Wieser; Klagenfurt/Celovec u. a. 2013.
- Vitomil Zupan: Reise ans Ende des Frühlings. Roman. Aus dem Slowenischen von Aleksander Studen-Kirchner. Mit einem Nachwort von Alenka Koron. Drava, Mohorjeva/Hermagoras, Wieser; Klagenfurt/Celovec u. a. 2013.
- Marjan Rožanc: Liebe. Roman. Aus dem Slowenischen von Metka Wakounig. Mit einem Nachwort von Tomo Virk. Drava, Mohorjeva/Hermagoras, Wieser; Klagenfurt/Celovec u. a. 2013.